# Luigi Di Biagio
Luigi Di Biagio (ur. 3 czerwca 1971 w Rzymie) – włoski piłkarz grający na pozycji defensywnego pomocnika, a czasami środkowego obrońcy. Od 2011 był trenerem młodzieżowych reprezentacji Włoch: U-20, a następnie U-21.

## Kariera klubowa

### Początki w Lazio
Di Biagio jest rodowitym rzymianinem. Tutaj też zaczynał piłkarską karierę i już jako młody chłopiec trafił do piłkarskiej szkółki klubu S.S. Lazio. Do pierwszego zespołu trafił w wieku 17 lat, ale nie był zazwyczaj brany pod uwagę przy ustalaniu składu i grał w zespole juniorów. W sezonie 1988/1989 zaliczył symboliczny debiut, 11 czerwca 1989 w przegranym 2:4 wyjazdowym meczu z Juventusem i był to jego jedyny występ w Lazio.

### Pobyt w Monzy
Latem 1989 Di Biagio trafił do Monzy. W całym sezonie młody Luigi wystąpił w 7 meczach Serie B, a jego nowy klub zajął 17. miejsce w lidze i spadł do Serie C1. W 1990 trenerzy Monzy uznali, iż Di Biagio dojrzał piłkarsko i dali mu szansę, którą wykorzystał. Zagrał w 28 ligowych meczach i popisał się niezłą jak na defensywnego pomocnika skutecznością zdobywając na trzecioligowych boiskach 6 goli. Kibice Monzy liczyli na powrót do Serie B, jednak klub zajął dopiero 7. miejsce w lidze. W barwach Monzy w Serie C/1 Di Biagio grał także w następnym sezonie. Nie był już tak skuteczny jak przed rokiem (zdobył 1 bramkę), ale miał duży udział w awansie klubu do Serie B.

### Powrót do Serie A, czyli gra w Foggi
Dobra dyspozycja i talent Di Biagio został dostrzeżony również w Serie A i przechodząc do U.S. Foggia dokonał skoku o dwa szczeble ligowe. W zespole z Foggi zadebiutował w 1. kolejce ligowej, 6 września w przegranym 0:1 meczu z A.C. Milan i szybko wywalczył miejsce w pierwszym składzie na środku pomocy. 18 października Di Biagio w 6. kolejce zdobył swojego pierwszego gola w historii występów w Serie A, a jego drużyna zremisowała 2:2 z Genoą. Drużyna złożona z takich zawodników jak Di Biagio, Dan Petrescu, Bryan Roy czy Igor Koływanow oraz trenowana przez fachowca jakim był Zdenek Zeman rozegrała całkiem udany sezon i zajęła 11. miejsce w Serie A. Luigi w całym sezonie zdobył 5 goli będąc jednym z najskuteczniejszych zawodników w zespole. Latem 1993 było kilku chętnych do zatrudnienia piłkarza, ale Foggii udało się zatrzymać Di Biagio na kolejny sezon, a w nim Foggia zagrała jeszcze lepiej niż przed rokiem i zakończyła go na 9. pozycji. Di Biagio zagrał w 28 meczach i zdobył 3 gole. Passa dobrych meczów Foggi zakończyła się w sezonie 1994/1995, gdy z funkcji trenera zwolniono Zemana. Drużyna zaczęła grać słabo, a jej gwiazdy, Di Biagio czy Koływanow zawodziły. Ostatecznie Foggia zajęła 16. miejsce w lidze i opuściła szeregi Serie A.

### Powrót do Rzymu, pobyt w Romie
Di Biagio nie miał zamiaru grać znów w Serie A, ale na brak ofert nie narzekał i w letnim oknie transferowym w 1995 roku powrócił do rodzinnego Rzymu. Jednak nie wrócił do macierzystego Lazio, lecz trafił do odwiecznego rywala, AS Roma. Do Romy ściągnął go trener Carlo Mazzone i szybko przekonał trenera do swoich umiejętności. W Romie zadebiutował w 1. kolejce, 28 sierpnia w zremisowanym wyjazdowym meczu z Sampdorią. Roma pod wodzą Mazzone zajęła 5. miejsce w lidze, gwarantujące start w Pucharze UEFA. W pierwszym sezonie w zespole „giallo-rossich” Di Biagio wystąpił w 30 meczach i zdobył 2 gole (w wygranych 3:0 z US Cremonese i 1:0 z Interem Mediolan). Przed sezonem 1996/1997 Mazzone na trenerskim stanowisku zastąpił Carlos Bianchi, ale drużyna Romy rozegrała słaby sezon i do końca sezonu broniła się przed spadkiem ostatecznie zajmując 12. pozycję ledwie 4 punkty nad strefą spadkową. Podobnie było w Pucharze UEFA, z którego piłkarze odpadli już po 2. rundzie przegrywając z niemieckim średniakiem Karlsruher SC. Di Biagio, podobnie jak jego koledzy, w lidze nie zachwycił. Zagrał w 27 meczach i strzelił 3 gole. W sezonie 1997/1998 trenerem Romy został znajomy Luigiego z Foggi, Zdenek Zeman. Zeman poprawił jakość gry stołecznej drużyny i Roma zakończyła sezon na wysokim 4. miejscu. Di Biagio trochę niespodziewanie został z 7 golami trzecim strzelcem zespołu po Paulo Sergio i Abelu Balbo. W sezonie 1998/1999 Roma pod wodzą Zemana zajęła 5. miejsce, a w Pucharze UEFA dotarła do ćwierćfinału, z którego odpadła po dwóch porażkach 1:2 z Girondins Bordeaux. Luigi zdobył 4 gole w lidze w 27 rozegranych meczach, ale jak wraz z odejściem Zemana z zespołu, sam postanowił opuścić Romę nie przedłużając z nią kontraktu.

### Transfer do Interu Mediolan
Latem 1999 na zasadzie wolnego transferu odszedł do Interu Mediolan, co roku walczącym o mistrzostwo kraju, ale nie mogącym osiągnąć tego sukcesu. Wzmocniony przez Marcello Lippiego gwiazdami Inter nie zdołał jednak powalczyć o tytuł i zajął dopiero 4. miejsce. Di Biagio był podstawowym zawodnikiem zespołu i w pomocy grywał najczęściej z Clarencem Seedorfem, Vladimirem Jugoviciem czy Álvaro Recobą. Rozegrał 29 meczów i zdobył 2 gole (w wygranych 2:1 derbach z Milanem oraz zremisowanym 2:2 meczu z Lazio). W sezonie 2000/2001 Inter nadal grał słabo i ostatecznie w październiku zwolniono Lippiego i zastąpił go Marco Tardelli. Inter zajął 5. pozycję (niższą jak przed rokiem), ale największym blamażem było odpadnięcie z eliminacji do Ligi Mistrzów po dwumeczu ze szwedzkim Helsingborgs IF, a z Pucharu UEFA w 1/8 finału po dwumeczu z Deportivo Alavés. Di Biagio wystąpił w 32 ligowych spotkaniach i strzelił 4 gole (z SSC Napoli, Juventusem, Milanem i Bologną). W sezonie 2001/2002 pod wodzą kolejnego już szkoleniowca, Héctora Raúla Cúpera Inter zajął 3. miejsce. Także w Pucharze UEFA mediolański klub doszedł daleko, bo do półfinału, z którego odpadł po meczach z późniejszym triumfatorem, Feyenoordem. Dorobek Di Biagio w tamtym sezonie to 31 ligowych meczów i 3 bramki. Jeszcze lepiej „nerazzurri” spsali się w sezonie 2002/2003, gdy wywalczyli wicemistrzostwo Włoch, a w rozgrywkach Ligi Mistrzów dotarli do półfinału. Tam nie sprostali jednak rywalowi zza miedzy, Milanowi, przegrywając tym, że strzelili mniej bramek na wyjeździe (w obu meczach padły remisy – 0:0 i 1:1). Di Biagio nie miał już tak mocnej pozycji w Interze jak w poprzednich latach i nie zawsze wybiegał w podstawowym składzie. Ogółem zagrał w 25 meczach i strzelił 5 goli, ale po zakończeniu sezonu nie przedłużył kontraktu z Interem.

### Brescia i Ascoli
Latem 2003 Di Biagio znalazł sobie nowy klub, którym była Brescia Calcio. Do gry w tym klubie namówił go jego kolega z Interu, Roberto Baggio i to obaj byli uważani za największe gwiazdy zespołu. W Brescii Luigi zadebiutował w 2. kolejce ligowej sezonu 2003/2004, 14 września w przegranym aż 0:5 meczu z Romą. Debiut nie był udany i Di Biagio zagrał słabo, a w przerwie meczu został zmieniony przez Andreę Caracciolo. W kolejnych meczach było już jednak lepiej i Brescia pod wodzą Giovanniego De Biasi zajęła 11. miejsce w lidze, a Di Biagio popisał się skutecznością zdobywając 7 goli w całym sezonie. Po sezonie, latem 2004 karierę zakończył Baggio i Brescia dużo straciła na sile ognia. Ciężar zdobywania bramek niespodziewanie padł na Di Biagio, który był najskuteczniejszym graczem zespołu – strzelił 9 goli – gdyż napastnicy Brescii spisywali się nadzwyczaj słabo. Ostatecznie trener Alberto Cavasin nie zdołał utrzymać zespołu w Serie A i ten zajmując przedostatnią pozycję został zdegradowany o klasę niżej. Pomimo tego Di Biagio sezon 2005/2006 spędził w Serie B, ale najlepsze lata miał już za sobą i rozegrał tylko 19 meczów i nie zdobył gola. Brescia zajmując 10. miejsce nie zdołała powrócić w szeregi pierwszoligowców. Po sezonie Di Biagio opuścił Brescię i wydawało się, że zakończy karierę, ale w trakcie sezonu 2006/2007 podpisał kontrakt z Ascoli Calcio.

### Kariera klubowa w liczbach
| Sezon   | Klub           | Kraj   | Rozgrywki         | Mecze | Bramki |
| ------- | -------------- | ------ | ----------------- | ----- | ------ |
| 1988/89 | S.S. Lazio     | Włochy | Serie A           | 1     | 0      |
| 1989/90 | AC Monza       | Włochy | Serie B           | 7     | 0      |
| 1990/91 | AC Monza       | Włochy | Serie C1/A        | 28    | 6      |
| 1991/92 | AC Monza       | Włochy | Serie C1/A        | 27    | 1      |
| 1992/93 | U.S. Foggia    | Włochy | Serie A           | 30    | 5      |
| 1993/94 | U.S. Foggia    | Włochy | Serie A           | 28    | 3      |
| 1994/95 | U.S. Foggia    | Włochy | Serie A           | 29    | 4      |
| 1995/96 | AS Roma        | Włochy | Serie A           | 30    | 2      |
| 1996/97 | AS Roma        | Włochy | Serie A           | 27    | 3      |
| 1997/98 | AS Roma        | Włochy | Serie A           | 30    | 7      |
| 1998/99 | AS Roma        | Włochy | Serie A           | 27    | 4      |
| 1999/00 | Inter Mediolan | Włochy | Serie A           | 29    | 2      |
| 2000/01 | Inter Mediolan | Włochy | Serie A           | 32    | 4      |
| 2001/02 | Inter Mediolan | Włochy | Serie A           | 31    | 3      |
| 2002/03 | Inter Mediolan | Włochy | Serie A           | 25    | 5      |
| 2003/04 | Brescia Calcio | Włochy | Serie A           | 31    | 7      |
| 2004/05 | Brescia Calcio | Włochy | Serie A           | 34    | 9      |
| 2005/06 | Brescia Calcio | Włochy | Serie B           | 19    | 0      |
| 2006/07 | Ascoli Calcio  | Włochy | Serie A           | 7     | 2      |
|         |                |        | Łącznie w Serie A | 384   | 58     |

## Kariera reprezentacyjna

### Debiut i Mistrzostwa Świata we Francji
W reprezentacji Włoch Di Biagio zadebiutował za kadencji selekcjonera Cesarego Maldiniego. Mecz ten odbył się 28 stycznia 1998 roku i Włosi wygrali 3:0 ze Słowacją, a Di Biagio został w 55. minucie zmieniony przez Sandra Coisa. Spisał się na tyle dobrze, że zadomowił się w reprezentacji na dłużej i został powołany do kadry na finały Mistrzostw Świata we Francji. W pierwszym meczu z Chile, zremisowanym 2:2 wszedł na boisko w 57. minucie zmieniając Roberta Di Mattea. W kolejnym, wygranym 3:0 z Kamerunem wystąpił już w podstawowej jedenastce i w 75. minucie meczu zdobył swoją pierwszą bramkę w reprezentacji, a zarazem setną dla Włoch w historii ich występów w meczach o mistrzostwo świata (licząc też kwalifikacje). Wystąpił potem w każdym kolejnym meczu Włochów na tych mistrzostwach, grając od pierwszej do ostatniej minuty. Wystąpił też w ćwierćfinałowym meczu z Francją. Przez 120 minut utrzymywał się bezbramkowy rezultat i doszło do serii rzutów karnych. W piątej serii karnego skutecznie wykonał Laurent Blanc, a dla Włochów miał strzelać Di Biagio. Po strzale Luigiego piłka odbiła się jedna od poprzeczki i wyszła w boisko. Po tym nieudanym strzale Włosi odpadli z Mistrzostw Świata.

### Euro 2000 i wicemistrzostwo Europy
W 2000 roku został powołany do kadry na kolejny wielki turniej, tym razem Euro 2000. Na boiskach Belgii i Holandii zagrał dopiero w trzecim meczu z reprezentacją Szwecji i w 39. minucie zdobył gola na 1:0, a jego rodacy wygrali ostatecznie 2:1.Tym spotkaniem wywalczył miejsce w pierwszej jedenastce drużyny Dino Zoffa i grał potem już w każdym meczu. W półfinałowym meczu z Holandią dokonał czegoś, co nie udało mu się 2 lata wcześniej – skutecznie egzekwował rzut karny w serii rzutów karnych i przyczynił się do awansu Włochów do finału (był to jego pierwszy strzelany rzut krany od 2 lat). W finale z Francją wystąpił od pierwszych minut, ale w 66. minucie został zmieniony przez Massimo Ambrosiniego. Włosi przegrali ten mecz 1:2 i zostali wicemistrzem Europy.

### Mistrzostwa Świata 2002
W 2002 roku zaliczył ostatni wielki turniej w reprezentacyjnej karierze. Został powołany przez Giovanniego Trapattoniego na Mistrzostwa Świata 2002. Nie był już wtedy w tak wysokiej formie jak w poprzednich turniejach i był tylko rezerwowym. Zaliczył tam tylko pierwszy mecz, wygrany 2:0 z Ekwadorem (został w 69. minucie zmieniony przez Gennaro Gattuso), a potem usiadł na ławce na rzecz Cristiano Zanettiego i w mistrzostwach więcej nie zagrał. Włosi odpadli w 1/8 finału po kontrowersyjnej porażce 1:2 z Koreą Południową.
Po mistrzostwach Di Biagio grał jeszcze w kadrze w eliminacjach do Euro 2004, ale na sam turniej nie otrzymał powołania od Giovanniego Trapattoniego i postanowił zakończyć reprezentacyjną karierę. Ogółem w reprezentacji Włoch Luigi Di Biagio zagrał w 31 meczach i zdobył 2 gole.

## Kariera trenerska
Początkowo Di Biagio prowadził młodzieżowe drużyny w mniejszych rzymskich klubach. 25 lipca 2011 został selekcjonerem reprezentacji Włoch U-20. Dwa lata później przejął kadrę U-21, z którą awansował na młodzieżowe mistrzostwa Europy 2015. Włosi odpadli w fazie grupowej. W 2017 uczestniczył w Mistrzostwach Europy U-21 Polska 2017, w trakcie których jego drużyna doszła do półfinału.